# Psephenoides rajouri
Psephenoides rajouri là một loài bọ cánh cứng trong họ Psephenidae. Loài này được Chowdhari miêu tả khoa học đầu tiên năm 1977.